# مارثا ألان
مارثا ألان هي ممثلة كندية، ولدت في 1895 في مونتريال في كندا، وتوفيت في 4 أبريل 1942 في فيكتوريا في كندا.